# Ermida de Vera Cruz
A Ermida de Vera Cruz foi uma ermida portuguesa localizada na freguesia dos Biscoitos, concelho da Praia da Vitória, ilha Terceira, Açores. Actualmente deste ermida pouco mais restam do que vestígios.